# Пјеро Полајуоло
Пјеро дел Полајуоло (итал. Piero del Pollaiuolo; Фиренца, 1443 — Рим, 1496) био је фирентински сликар, вајар, графичар и златар који је радио заједно са својим братом Антонијем Полајуолом. 
Већина Пјерових дјела су заједничка са његовим братом, тако да је врло тешко доносити конкретан суд, мада се генерално сматра да је био умјетнички инфериорнији у односу на свог брата Антонија. 
Међу његовим посебним дјелима налазе се олтарна слика Крунисање Богородице за катедралу у Сан Ђимињану из 1483. године; Тројица светаца (1467—68), такође олтарна слика; и Разборитост (1469-70) за групу од шест Врлина коју је насликао за двор Мерчанца. 